# Huang Xing

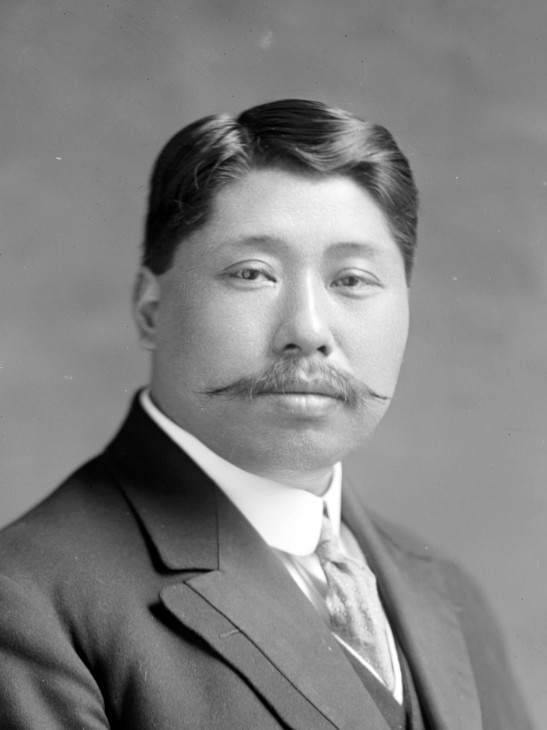
Huang Xing

Huang Xing (chinesisch 黃興, Huáng Xīng; geboren 1874; gestorben 1916) war ein chinesischer Revolutionär und Politiker. Er war Mitglied der Tongmenghui und einer der wichtigsten Gefolgsleute von Sun Yat-sen.

## Leben und Wirken
Huang Xing studierte von 1902 bis 1903 in Tokio, wo er viele Studenten traf, die gegen die in China herrschende Qing-Dynastie eingestellt waren. Nachdem er in die Provinz Hunan zurückgekehrt war, gründete er die „Gēlǎohuì“ (哥老会), die „Gesellschaft für die Rückkehr zum Alten“.
Nachdem ihm der Aufstand nicht gelungen war, ging er wieder nach Tokio, wo er über Miyazaki Tōten (1871–1922), einem Sympathisanten einer chinesischen Revolution, Sun Yat-sen traf. 1911 gründeten sie die „Huáxìng hui“ (華興会). Er führte die Truppen der „Huáxìng hui“ während der Xinhai-Revolution von 1911.
1913 starteten Sun und Huang eine Revolte gegen Yuan Shikai (1859–1916), der Präsident der neugegründeten Republik China nach der Revolution von 1911 geworden war und der sich zunehmend zu autoritär verhielt. Huang gehörte zu den Mitbegründern der Kuomintang und war der erste Oberbefehlshaber der Streitkräfte der chinesischen Republik. Er musste jedoch nach Japan fliehen. Er brach mit Sun, der auf persönliche Loyalität aller Anhänger bestand.
Huang trat jedoch nach der Vereinigung von Nord- und Südchina von seinen Posten zurück. Während der zweiten Revolution im Jahr 1913 stellte er eine Strafarmee gegen Yuan Shikai auf, die jedoch scheiterte. Er floh wieder einmal nach Japan und dann in die USA. Nach seiner Rückkehr nach China im Jahr 1916 starb er in Shanghai an einer Krankheit.